# Петровское (Весьегонский район)
Петровское — деревня в Весьегонском муниципальном округе Тверской области.

## География
Деревня находится в северо-восточной части Тверской области на расстоянии приблизительно 20 км на юг-юго-запад по прямой от районного центра города Весьегонск.

## История
Отмечалась в 1859 году, когда здесь было отмечено 12 дворов. До 2017 года входила в состав Пронинского сельского поселения, с 2017 по 2019 год входила в состав Ивановского сельского поселения до упразднения последнего.

## Население
Численность населения: 91 человек (1859 год), 7 (русские 100 %) 2002 году, 0 в 2010.